# Augusto Aguilera
Augusto Aguilera Fócil (Guayaquil, 16 de octubre de 1987) es un actor ecuatoriano-estadounidense, conocido por sus roles en los proyectos The Predator y Too Old to Die Young.

## Vida y carrera
Augusto Aguilera nació en 1987 en Ecuador, sin embargo, creció en Los Ángeles, California. Comenzó su carrera como actor serio en el Actors Circle Theatre cuando tenía veinte años. Con el tiempo hizo la transición a la actuación en el cine, que para empezar le resultaba "extraña". "He oído que el teatro es un medio para el actor, el cine para el director y la televisión para el guionista. Al principio, creía que la colaboración sólo se daba en el cine y el teatro. Ahora sé que depende del director... Con el teatro no hay redes de seguridad. Es un maratón emocional". Se unió al elenco de Persiguiendo la vida y apareció en Snowfall. En 2018, Aguilera coprotagonizó El Depredador, junto a grandes estrellas como Sterling K. Brown, Boyd Holbrook, Trevante Rhodes, Keegan-Michael Key y Olivia Munn. Su personaje, Nettles, fue descrito como el pop "corazón" del equipo. Aguilera declaró que vería e interpretaría la película original de Predator.

## Filmografía
| Año  | Título                                          | Función    | Notas                            |
| ---- | ----------------------------------------------- | ---------- | -------------------------------- |
| 2008 | 8                                               | Prestador  | Segmento: "De persona a persona" |
| 2010 | Brown Bag Diaries: Ridin' the Blinds in B Minor | Johnny     | Cortometraje                     |
| 2017 | El quinto hombre                                | Mr. K      | Cortometraje                     |
| 2018 | El Depredador                                   | Netiquetas |                                  |

| Año       | Título                                       | Función       | Notas                               |
| --------- | -------------------------------------------- | ------------- | ----------------------------------- |
| 2011      | La vida cínica de Harper Hall                | Sunny         | 3 episodios                         |
| 2012      | Geo's Pizza                                  | Cliente #3    | Episodio: "El mexicano"             |
| 2014-2015 | Chasing Life                                 | Kieran        | Recurrente                          |
| 2015      | Major Crimes                                 | Pablo Mendoza | Episodio: "Asuntos Internos"        |
| 2016      | Mentes criminales: más allá de las fronteras | Javier García | Episodio: "La balada de Nick y Nat" |
| 2016      | Ice                                          | Chuy          | Episodio: "Hienas"                  |
| 2016      | Ciudadano                                    | Julio         | Piloto de televisión                |
| 2017      | Anatomía de Grey                             | Mr. Endris    | Episodio: "Civil War"               |
| 2017      | Snowfall                                     | Pedro Nava    | Episodio "2016 Original Pilot"      |
| 2019      | Too Old to Die Young                         | Jesús Rojas   | Principal elenco                    |
| 2021      | Made for Love                                | Liver         | Elenco principal                    |